# Etan Patz
Etan Kalil Patz (9 de octubre de 1972 - declarado muerto en 2001 por un juzgado de Manhattan) fue un niño estadounidense que desapareció el 25 de mayo de 1979 en Nueva York.
Este caso generó un gran impacto en la sociedad estadounidense, tanto que supuso la creación del Día Nacional de los Niños Desaparecidos (National Missing Children's Day) por parte del presidente Ronald Reagan en 1983. El mismo se conmemora cada 25 de mayo. Ante la ausencia de pistas fiables que dieran con su paradero, Etan fue uno de los primeros niños desaparecidos cuya foto apareció en los envases de leche.
En mayo de 2012, treinta y tres años después, Pedro Hernández, un hombre que regentaba una tienda especializada en productos mexicanos próxima a la parada de autobús utilizada por el niño, se declaró autor del secuestro y posterior asesinato de Etan Patz.

## Desaparición
El viernes 25 de mayo de 1979 por la mañana, Etan salió de casa para tomar el autobús escolar, la primera vez que lo hacía sin supervisión. Sin embargo, nunca llegó a la parada del autobús. Su madre, al darse cuenta de que no había regresado de la escuela, llamó a la policía.
Incluso después de una larga búsqueda en la que participaron alrededor de 100 policías y varios perros rastreadores, no fue encontrado.
Su familia, que vivía en SoHo, Manhattan, no cambió de dirección hasta 2019, con la esperanza de que algún día Etan regresara o que alguien viniera a darle noticias sobre el niño.

## Sospechosos
José Antonio Ramos fue el principal sospechoso del crimen hasta 2012. Era el novio de la niñera de Etan y presuntamente abusó sexualmente de él. Ramos fue sentenciado a 20 años de prisión por abusar sexualmente de otros niños, pero nunca fue declarado culpable de la desaparición de Etan Patz. Fue puesto en libertad el 7 de noviembre de 2012.
Recién a principios de 2012 se volvió a investigar el caso, después de que surgiera una nueva pista en Nueva York. En esta ocasión, la policía incluso rompió el suelo de hormigón de un sótano cercano a la parada de autobús a la que se dirigía Etan la mañana de su desaparición, sin encontrar, sin embargo, ninguna prueba ni el cuerpo.
Debido a la repercusión del caso en la prensa, el Departamento de Niños Desaparecidos de la Policía de Nueva York terminó recibiendo una llamada telefónica que llevó a Pedro Hernández, quien terminó confesando el crimen.
El jefe de policía de Nueva York, Raymond W. Kelly, dijo que la llamada la hizo un pariente de Hernández, quien dijo que lo escuchó decir que había matado a un niño en Manhattan.
Sin embargo, una de las dificultades en el caso fue probar que las declaraciones de Hernández eran ciertas."El hecho de que Hernández les haya dicho a otros en el pasado y los detalles de su confesión hacen que sus declaraciones sean plausibles", dijo Kelly a los periodistas en 2012.
La reapertura del caso y la detención de Hernández
Después de que se reabrió el caso treinta y tres años después del crimen, en mayo de 2012, Pedro Hernández, residente del barrio Maple Shade de Nueva Jersey, confesó haber matado a Etan. Le dijo a la policía, después de ser arrestado, que había atraído al niño ofreciéndole un refresco. Luego, habría estrangulado a Etan en el sótano del bar donde trabajaba, que estaba cerca de la parada del autobús escolar, metió el cuerpo en una bolsa y lo abandonó en un callejón lleno de basura.

## Sentencia y pena
No fue sino hasta el 14 de febrero de 2017, después de deliberar durante nueve días y después de que se anuló un primer juicio, que un jurado encontró a Hernández culpable del secuestro y asesinato del niño. "Es una historia de advertencia, un hito, una pérdida de la inocencia. Es Etan quien simbolizará para siempre la pérdida de esa inocencia", dijo Joan Illuzzi, asistente del fiscal de distrito de Manhattan luego de la condena del sospechoso.
Hernández fue sentenciado a un mínimo de 25 años de prisión.
Tras la sentencia, según la revista Exame, el padre de Etan habría dicho: “La familia Patz ha esperado mucho tiempo, pero por fin tenemos justicia en alguna medida”.

## Consecuencias y repercusiones
Como un crimen que conmocionó a gran parte del mundo, el caso de Etan Patz hizo que la policía y el FBI crearan planes especiales de búsqueda de niños desaparecidos en Estados Unidos.
El padre del niño, Stanley Patz, se convirtió en activista de causas vinculadas a la protección de niños desaparecidos en EE. UU.
En 1993, la banda estadounidense Soul Asylum se inspiró en la desaparición de Etan para producir el video de "Runaway Train", que llevó a la televisión imágenes y fotos de innumerables niños y adolescentes desaparecidos.
El caso fue presentado en el Diario Nacional el 24 de mayo de 2012.

## Día Nacional de los Niños Desaparecidos
En honor a Etan, el 25 de mayo fue declarado Día Nacional de los Niños Desaparecidos por el presidente estadounidense Ronald Reagan en 1983.

## Actualizaciones
En septiembre de 2019, la prensa informó que los padres de Etan, Julie y Stanley Patz, se iban de Nueva York a Hawái. Para entonces, habían pasado 40 años desde la muerte del niño y dos desde la condena de Hernández. "Ahora la familia tiene la oportunidad de dejar atrás los fantasmas de su pasado", escribió The New York Post.
El caso sigue siendo noticia no solo en EE. UU., sino también en otros países. El Paris Match escribió un artículo sobre el caso en septiembre de 2019, con el título "40 años después de la muerte del pequeño Etan Patz, sus padres intentan pasar página" (original, en francés: "40 ans après la mort du petit Etan Patz, ses padres tentativos de tourner la page").